# Helga Németh
Helga Németh, född den 7 augusti 1973 i Nagykanizsa, Ungern, är en ungersk handbollsspelare.
Hon tog OS-brons i damernas turnering i samband med de olympiska handbollstävlingarna 1996 i Atlanta.